# Jesse Jackson Jr.
Jesse Louis Jackson, Jr., född 11 mars 1965 i Greenville, South Carolina, är en amerikansk demokratisk politiker. Han representerade delstaten Illinois andra distrikt i USA:s representanthus 1995–2012. Han är son till aktivisten och pastorn Jesse Jackson.
Jackson avlade 1987 kandidatexamen vid North Carolina Agricultural and Technical State University. Han avlade därefter 1989 masterexamen vid Chicago Theological Seminary. Han avlade 1993 juristexamen vid University of Illinois.
Kongressledamoten Mel Reynolds avgick 1995 och Jackson vann fyllnadsvalet för att få efterträda Reynolds i representanthuset.
I oktober 2012 inleddes en utredning mot Jackson angående ekonomiska oegentligheter och missbruk av kampanjmedel. Han avgick som kongressledamot den 21 november 2012 och angav olika hälsoskäl som orsak. Den 8 februari 2013 medgav Jackson att han använt kampanjmedel för personliga inköp och därmed brutit mot federala lagar för valfinansiering. Den 14 augusti 2013 dömdes han till 30 månaders federalt fängelse för bedrägeri. Han frigavs från fängelse den 26 mars 2015.